# ليستل (سويسرا)
ليستل (بالفرنسية: Liestal)‏ هي بلدية وعاصمة كانتون ريف بازل في سويسرا.

## المدن التوأمة
- Waldkirch،  ألمانيا
- ساكرامنتو،  الولايات المتحدة
- أونيكس،  سويسرا

## أعلام
- إميل ديل
- فيليب ديغن
- نيكولاي لورينزوني
- ديفيد غودال
- كارل ويلهلم ريتر
- أدريان كنوب
- إنريكو ماريني